# Analog videooptager
En analog videooptager er en videooptager, som kan optage analoge (eller digitale) videosekvenser på et medium med henblik på analog aftastning og fortolkning. Mediet er i langt de fleste tilfælde magnetbånd og heraf er langt de fleste beregnet til video-kassette-optagere.
Langt de fleste analoge videooptagere rettet mod husstanden, kan have indbygget analog tv-tuner. Fordelen ved det er, at man via en evt. indbygget timer, let kan programmere optagelse af programmer fra modtagne kanaler.
Analoge videooptagere kan også fås som bærbare – og en del analoge videokameraer fungerer også som videooptagere. Herudover får videooptagere også tilnavnet "HD" for high definition når de har mulighed for videooptagelse af højopløseligt video.